# カール・ヨハンソン

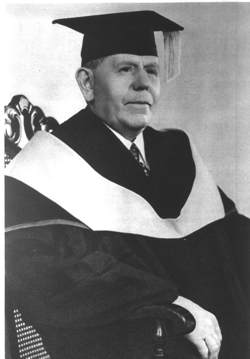
ミネソタ州、Gustavus Adolphus大学で科学名誉教授を授かるカール・ヨハンソン。1932年

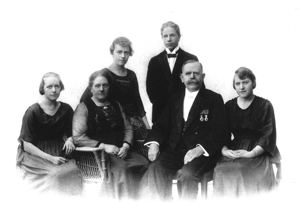
カール・ヨハンソン、妻のマルガレータと4人の子供。左からエルザ、シグネ、エドヴァルドとゲルトルード。1930年頃

カール・エドヴァルド・ヨハンソン（Carl Edvard Johansson、1864年 - 1943年）は、スウェーデンの発明家で科学者である。

## 履歴
ヨハンソンは、「Joブロック」（"Jo Blocks"："Johansson gauge blocks"）としても知られるブロックゲージセットを発明した。ヨハンソンは1901年5月2日に自身の最初のスウェーデンでの特許、特許番号17017「精密測定用ブロック・ゲージ セット」を取得し、1911年にはエシルストゥーナにCE・ヨハンソン株式会社（CE Johansson AB：CEJ AB）を設立した。アメリカ合衆国ではCEJ ゲージ・ブロック セットは1908年頃にキャデラック社（Cadillac  Automobile Co.）のヘンリー・リーランド に最初に販売された。
ヨハンソンは現役時代の終わりの1923年にヘンリー・フォードのためにディアボーンのフォード・モーター社で働き始めた。フォードは、ヨハンソンが1918年にパーキプシ（Poughkeepsie, New York）で設立した米国企業のCE・ヨハンソン社（CE Johansson Inc.）を丸ごと買い取り、全ての機材をディアボーンに運び込んだ。パーキプシで働いていたスウェーデン人従業員の中にはフォード社に雇用された者もいた。72歳の時にヨハンソンは引退することに決め、スウェーデンに帰国した。生涯でヨハンソンは22回も大西洋を横断し、多くの時間を米国で過ごした。
死後間もなくの1943年にヨハンソンは、スウェーデン科学技術アカデミー（Royal Swedish Academy of Engineering Sciences）の大金賞を死後授与された。

## 家族
ヨハンソンは1896年にマルガレータ・アンデション（Margareta Andersson）と結婚し、エルサ（Elsa）、シグネ（Signe）、エドヴァルド（Edvard）、ゲルトルード（Gertrud）という4人の子供を儲けた。